# Ulica gen. Bohdana Zielińskiego w Krakowie
Ulica gen. Bohdana Zielińskiego – ulica w Krakowie, w dzielnicy VIII Dębniki, w Dębnikach.
Łączy ulicę Monte Cassino, ul. Kapelanka, ul. Adolfa Nowaczyńskiego z mostem Zwierzynieckim.

## Przebieg
Ulica rozpoczyna swój bieg na skrzyżowaniu z ulicą Monte Cassino, ul. Kapelanka i ul. Adolfa Nowaczyńskiego, gdzie ul. Zielińskiego staje się przedłużeniem tej pierwszej. Na początkowym odcinku, arteria ogranicza Katolickie Liceum Montessori im. Sprawiedliwych Wśród Narodów Świata, Zgromadzenie Zmartwychwstania Jezusa Chrystusa oraz Kopiec Jana Pawła II.
Ulica kończy bieg jako wjazd na Most Zwierzyniecki, gdzie jej przedłużeniem staje się ulica Księcia Józefa.

## Historia
Ulica została wytyczona na przełomie XX i XXI wieku, jako zjazd z nowo wybudowanego Mostu Zwierzynieckiego. Ulica została oddana do użytku jesienią 2001 roku w dniu otwarcia Mostu Zwierzynieckiego.

## Infrastruktura
Ulica  gen. Bohdana Zielińskiego jest dwujezdniową drogą z ulokowanym pośrodku pasem zieleni oddzielającym jezdnie. Ulica ma cztery pasy ruchu, po dwa na jezdnię. Na ulicy znajduje się jeden zespół przystanku autobusowego MPK Kraków – „Zielińskiego” (przy skrzyżowaniu z ulicą Praską). W otoczeniu arterii znajduje się m.in. Katolickie Liceum Montessori im. Sprawiedliwych Wśród Narodów Świata, Zgromadzenie Zmartwychwstania Jezusa Chrystusa, Kopiec Jana Pawła II oraz inne punkty handlowe i usługowe.

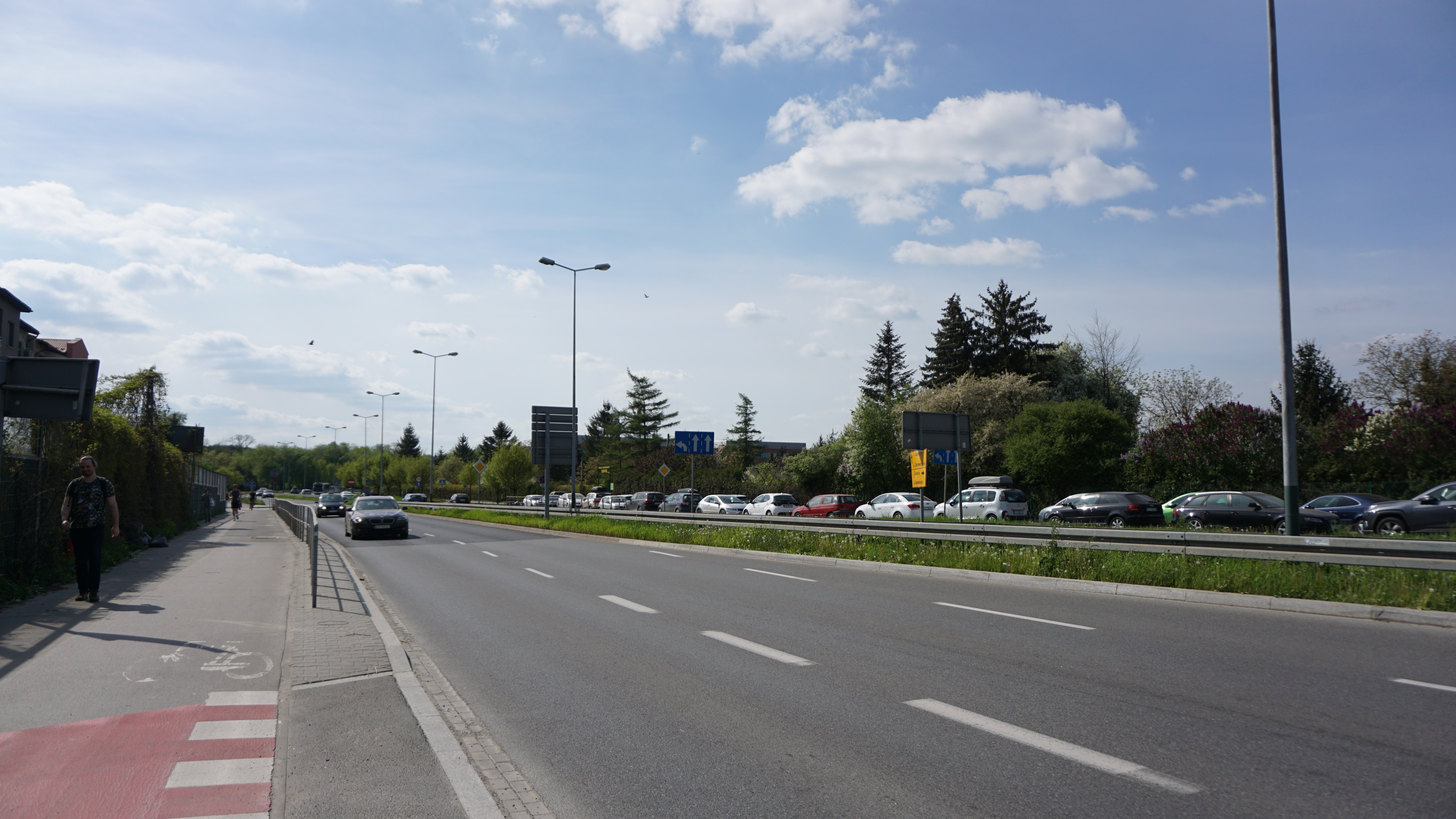
Widok na zachód
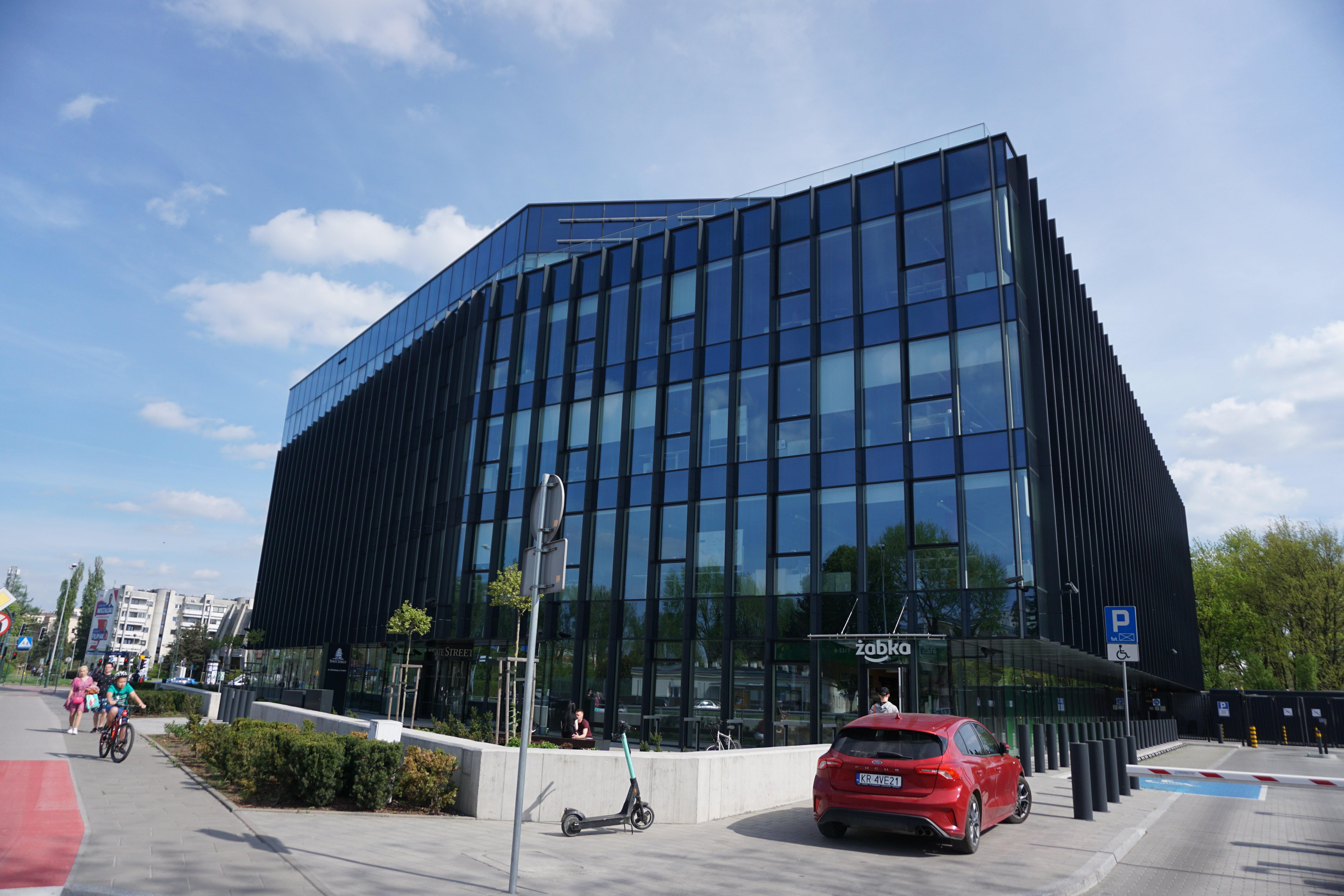
State Street Bank International, ul. gen. Bohdana Zielińskiego 3